# Semana santa
Pour plus de détails, voir Fiche technique et Distribution.
Semana santa (Angel of Death) est un thriller franco-italien réalisé par Pepe Danquart et sorti en 2002.

## Synopsis
Une inspectrice de police enquête sur une série de meurtres pendant la semaine sainte.

## Fiche technique
- Titre international : Angel of Death
- Réalisation : Pepe Danquart
- Scénario : Roy Mitchell d'après un roman de David Hewson
- Durée : 91 minutes
- Type : Interdit - 12 ans
- Dates de sortie : 
  - Italie : 24 avril 2002
  - France : 12 juin 2002

## Distribution
- Mira Sorvino : Maria Delgado
- Olivier Martinez : Quemada
- Féodor Atkine : Torillo
- Alida Valli : Doña Catalina
- Peter Berling : Castenada
- Fermí Reixach : Rodriguez
- Luis Tosar : Antonio
- Jorge Bosch : Jaime Mateo
- Yohana Cobo : Dona Catalina (jeune)
- Carlos Castañon : Dr. Hidalgo
- Jose M. Blanco : Don Manuel
- Azucena De La Fuente : Mag
- Alexander Konheim : Famiani
- Pablo Rojas : Apprentice Luis
- Juan Del Santo : Felipe Ordonez
- José Luis García Pérez : jeune homme
- Matilde Fluixá : la religieuse